# Paul Bracq

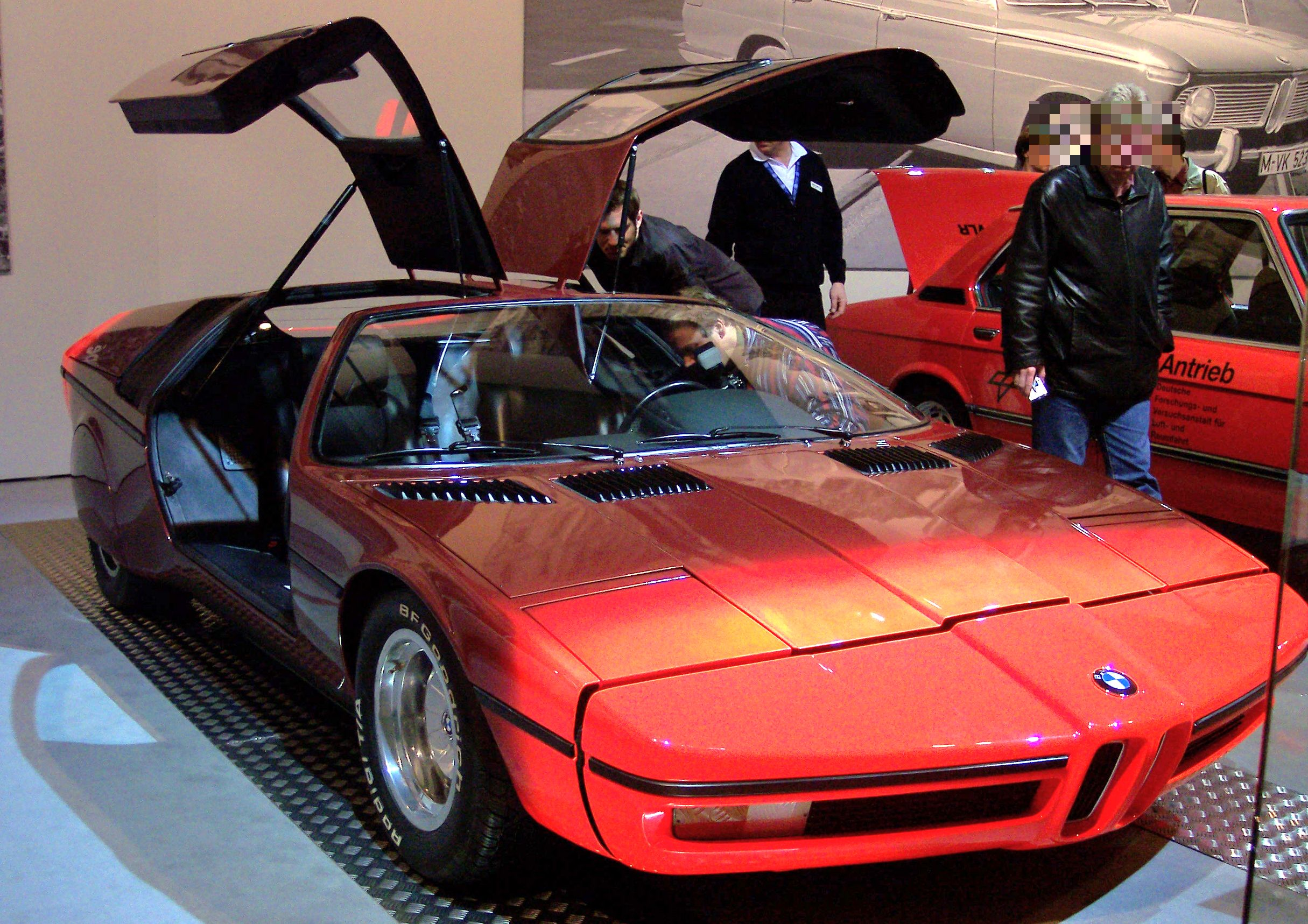
BMW Turbo

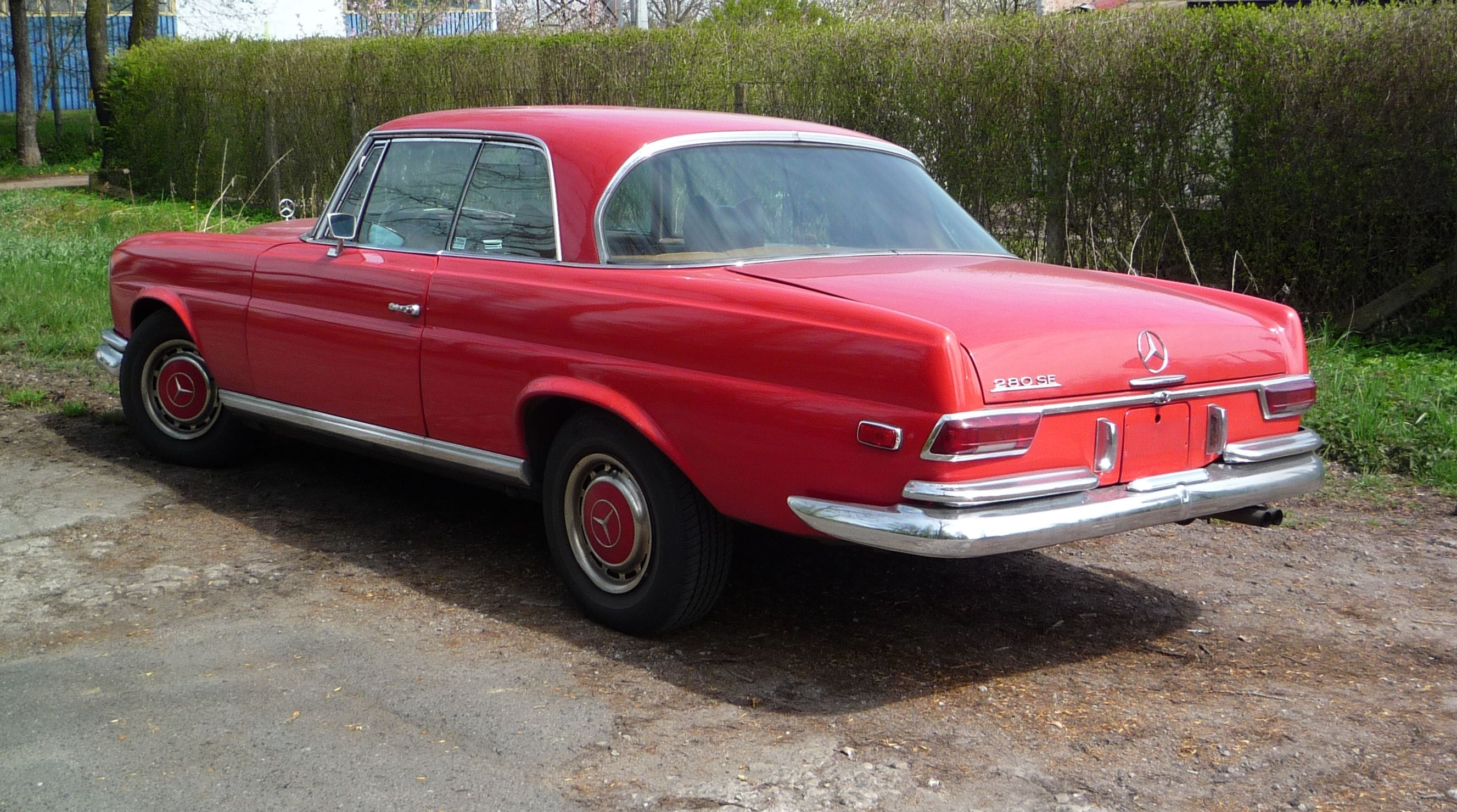
Mercedes-Benz W111 Cupé

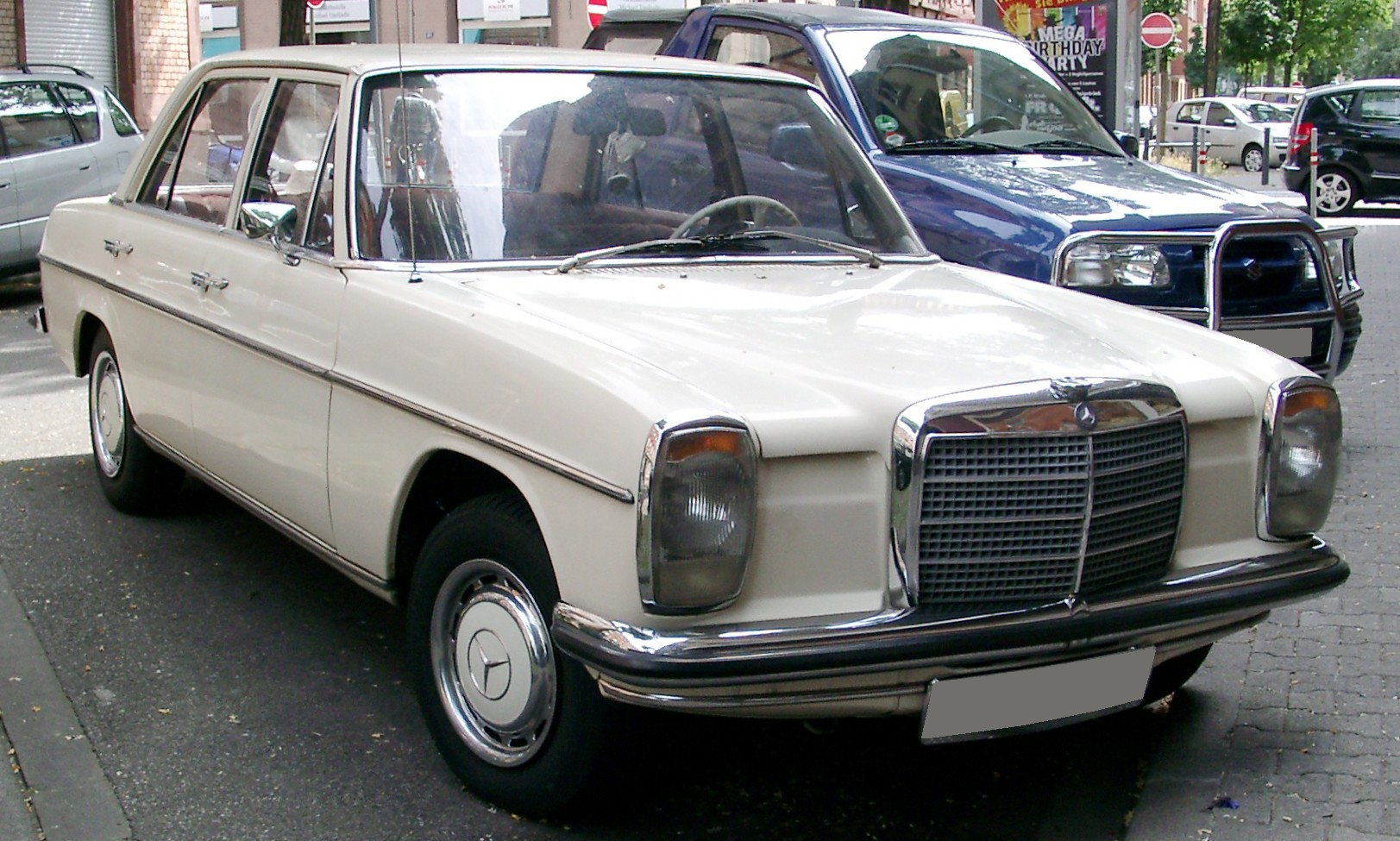
Mercedes-Benz W115

Paul Bracq (nacido el 13 de diciembre de 1933 en Burdeos) es un diseñador automovilístico francés reconocido por su trabajo en Mercedes-Benz, BMW, Citroën y Peugeot.

## Carrera
La carrera de diseño de Bracq comenzó en el estudio de Philippe Charbonneaux, siendo su asistente entre 1953 y 1954. Durante este período, el estudio produjo los diseños de la limusina presidencial francesa construida por Citroën, un cupé Pegaso único y otros automóviles.
Bracq cumplió el servicio militar obligatorio desde finales de 1954 hasta 1957. Posteriormente, trabajó para Daimler-Benz, dirigiendo su estudio de diseño en Sindelfingen, puesto que ocupó durante diez años. Al incorporarse al departamento de diseño de Mercedes-Benz, creó las distintivas variantes cupé y cabriolet de los sedanes "Fintail" W111 y W112, ya diseñados. También diseñó el interior de los roadsters 600, 230SL "Pagoda", las series W108/W109, W114/W115 y su hermano de la familia, el cupé W114, todos ellos de la década de 1960.
A su regreso a Francia en 1967, Bracq trabajó para Brissonneau and Lotz, donde colaboró en el diseño del tren de pasajeros de alta velocidad TGV, dirigido por Jacques Cooper. Durante este periodo también fue responsable de los prototipos de un deportivo basado en el BMW 1600Ti y de un cupé basado en el Simca 1100.
En 1970, Bracq fue nombrado director de diseño de BMW, donde sucedió a Wilhelm Hofmeister en la serie E9, siendo responsable de los diseños iniciales del BMW Serie 5, BMW Serie 3, BMW Serie 6 y BMW Serie 7. Su prototipo BMW Turbo de 1973 ganó el premio "Prototipo del Año" otorgado por la revista Revue Automobile Suisse ese mismo año; y repitió la hazaña en 1992 en el Concurso de Elegancia Bagatelle.
Bracq empezó con Peugeot en 1974, y posteriormente diseñó el Papamóvil para el papa y los interiores del Peugeot 604, y del Peugeot 505. También trabajó en los modelos de Peugeot 106, 205, 305 y 405, y dirigió un servicio de restauración de automóviles antiguos (ver enlaces externos).

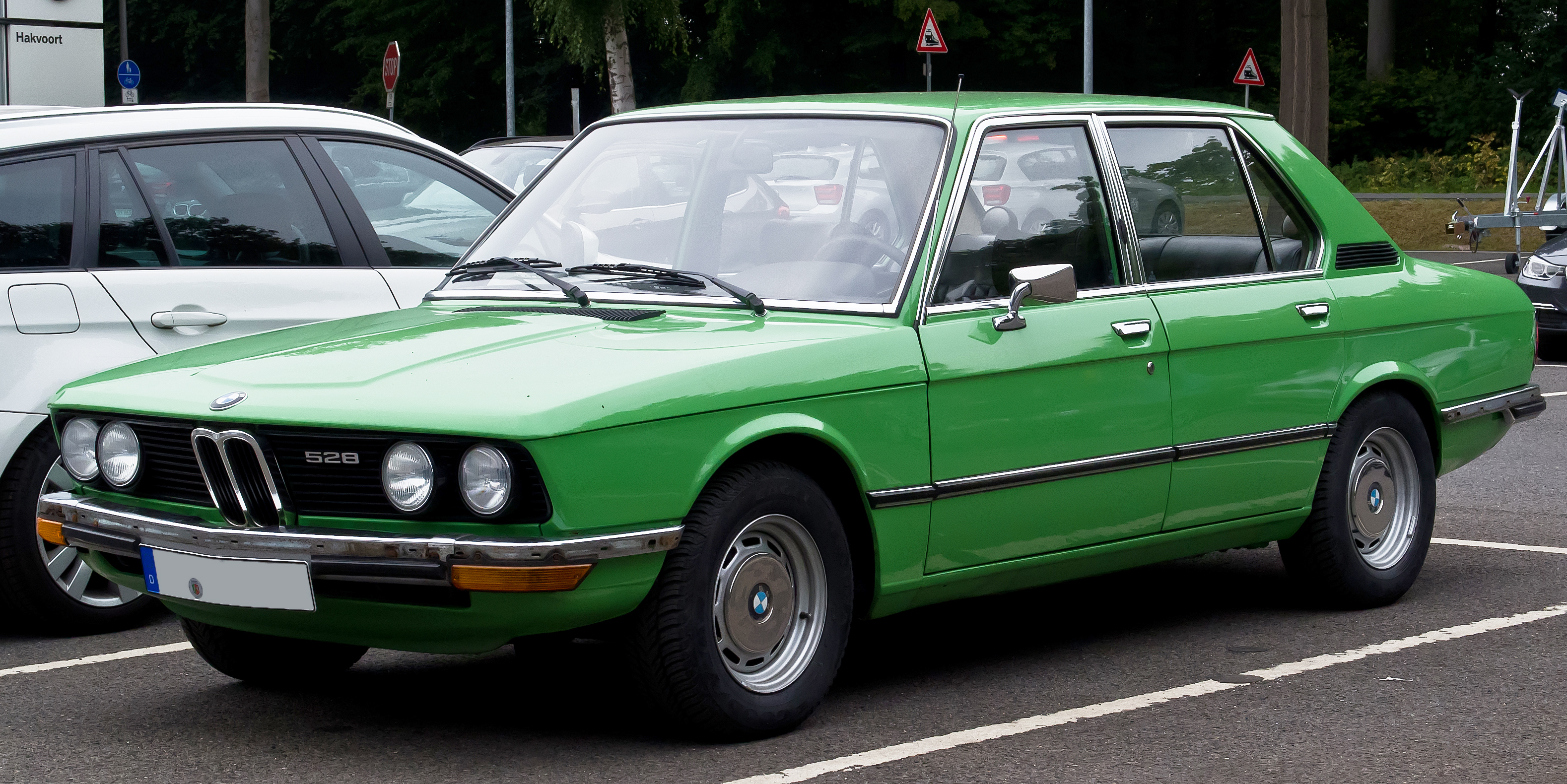
BMW Serie 5

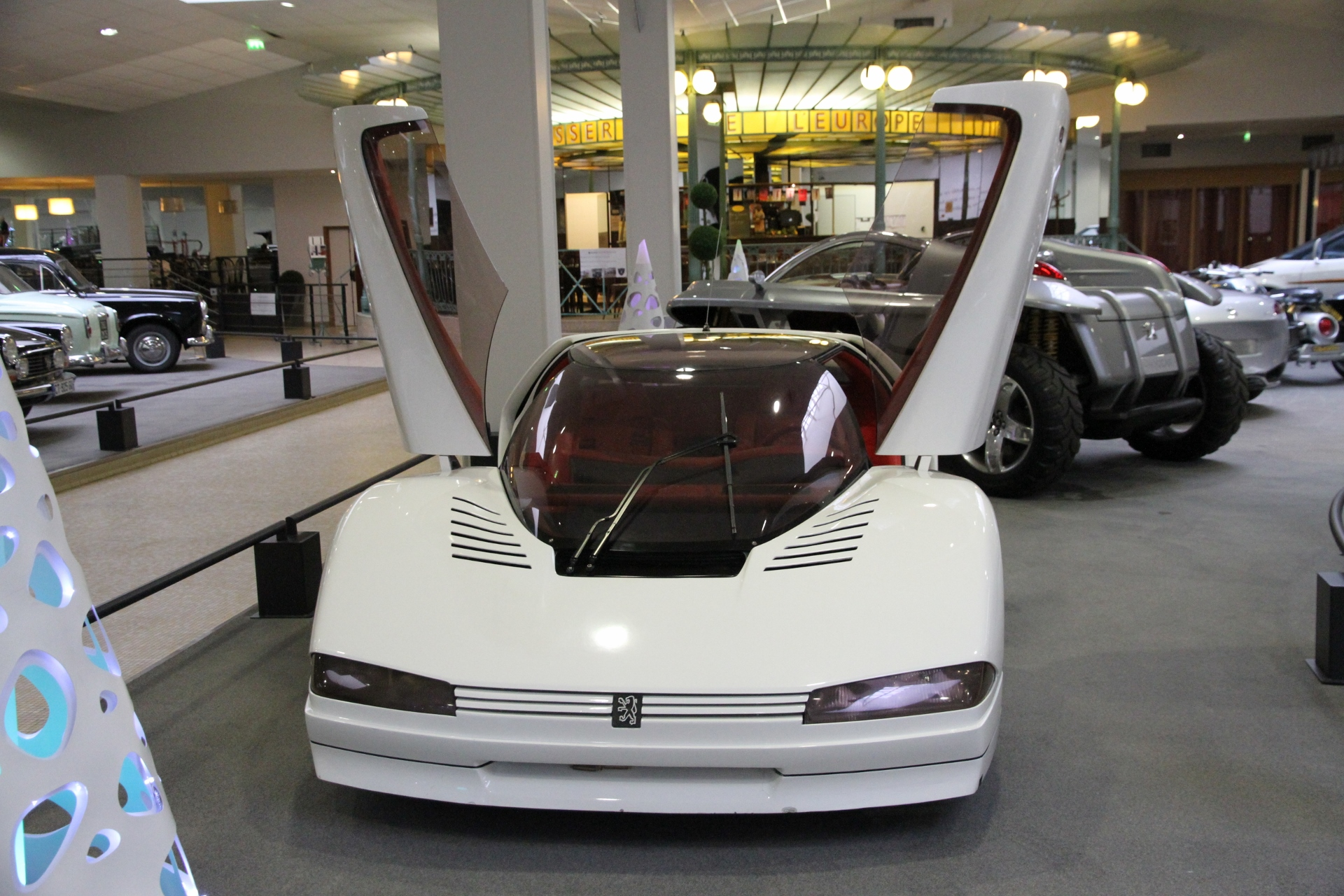
Peugeot Quasar

Bracq también participó activamente como juez en numerosos concursos de automoción, incluyendo el Concurso Pebble Beach.

## Algunos diseños

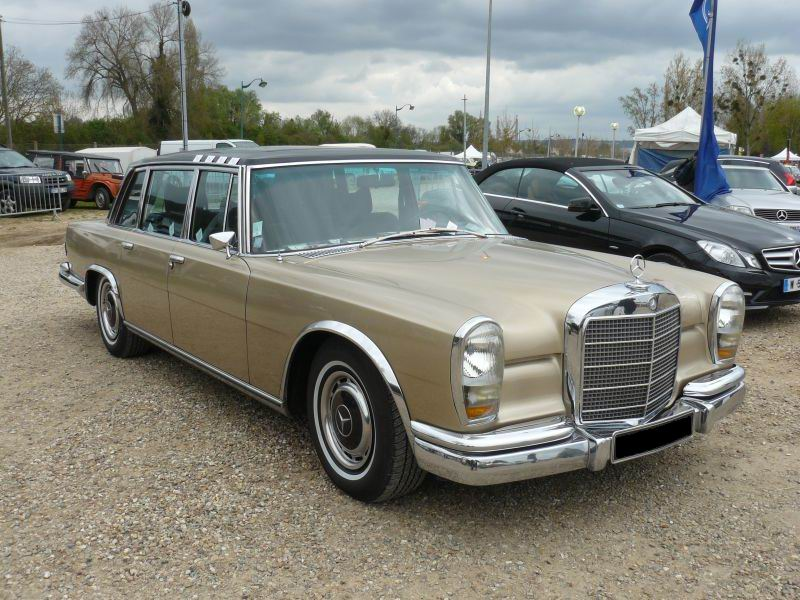
Mercedes-Benz 600
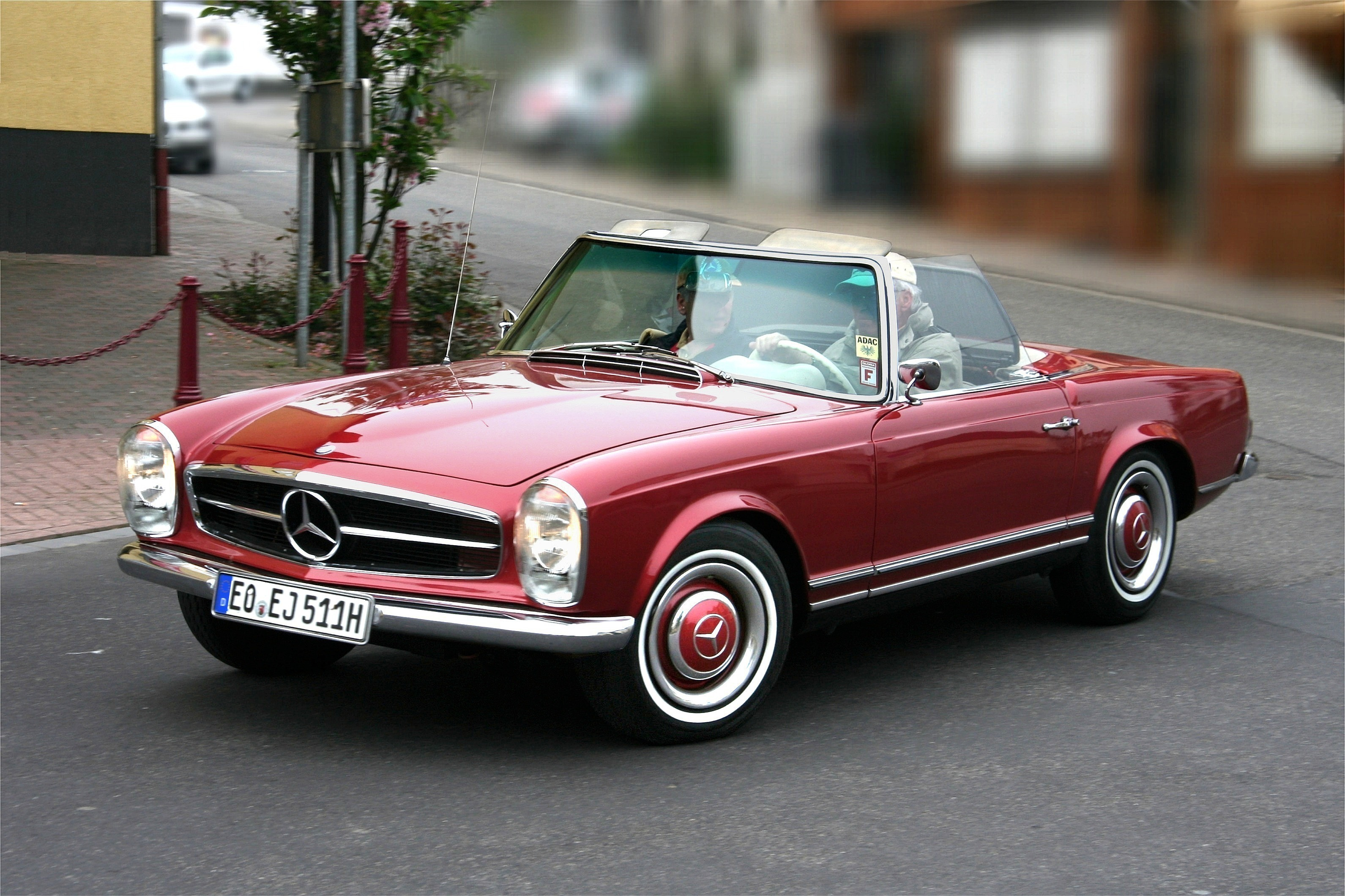
Mercedes-Benz 230 SL «Pagode»
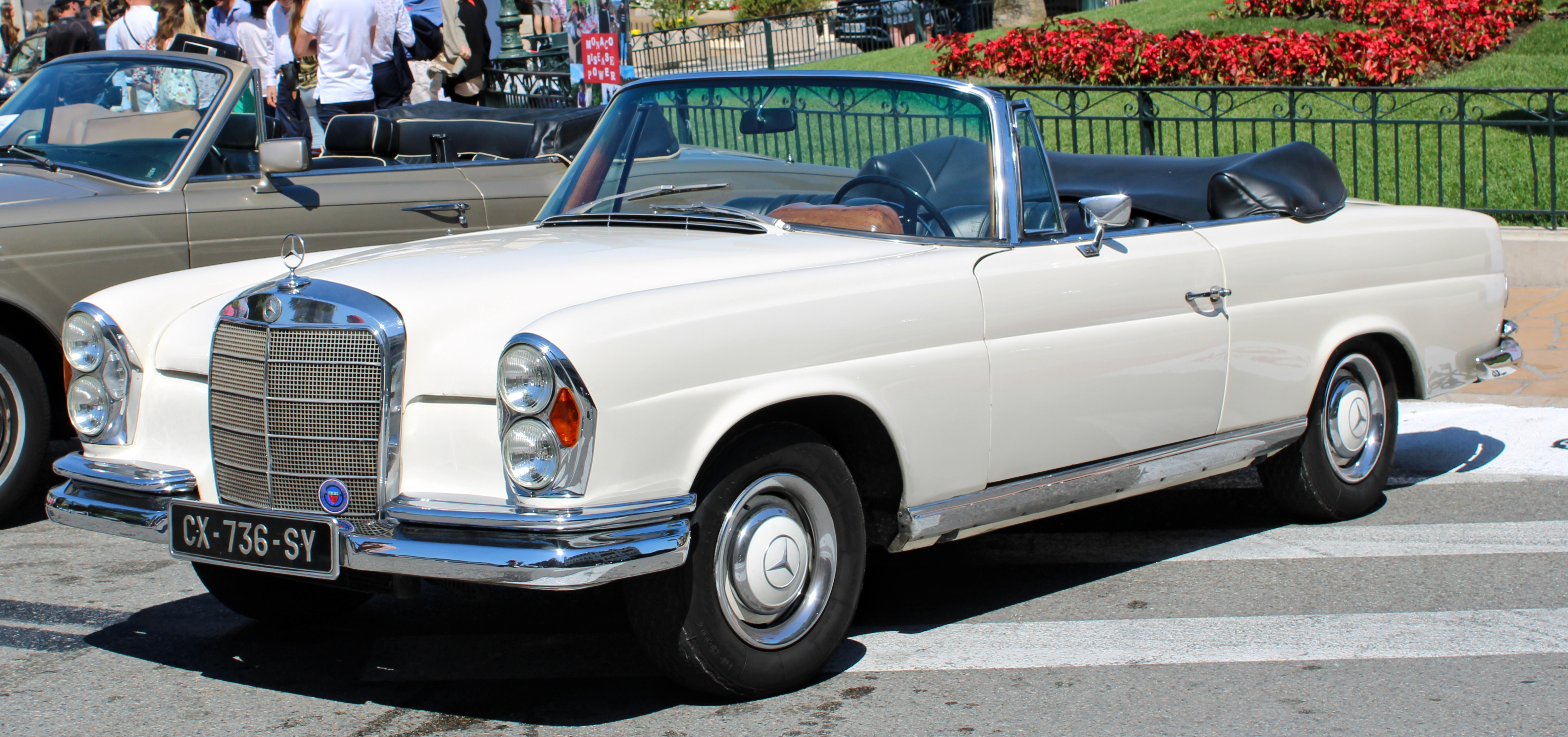
Mercedes-Benz W112C
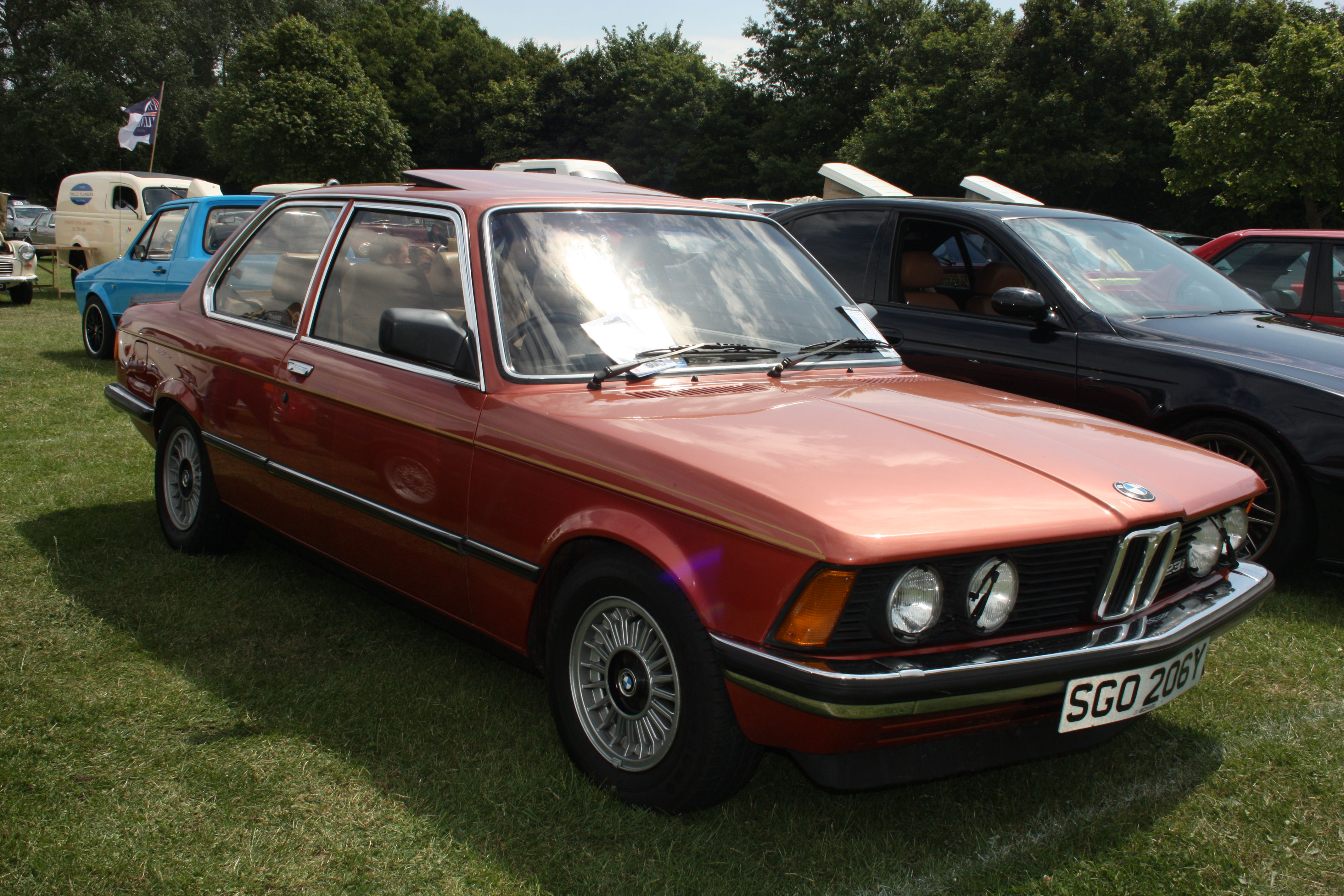
BMW Serie 3
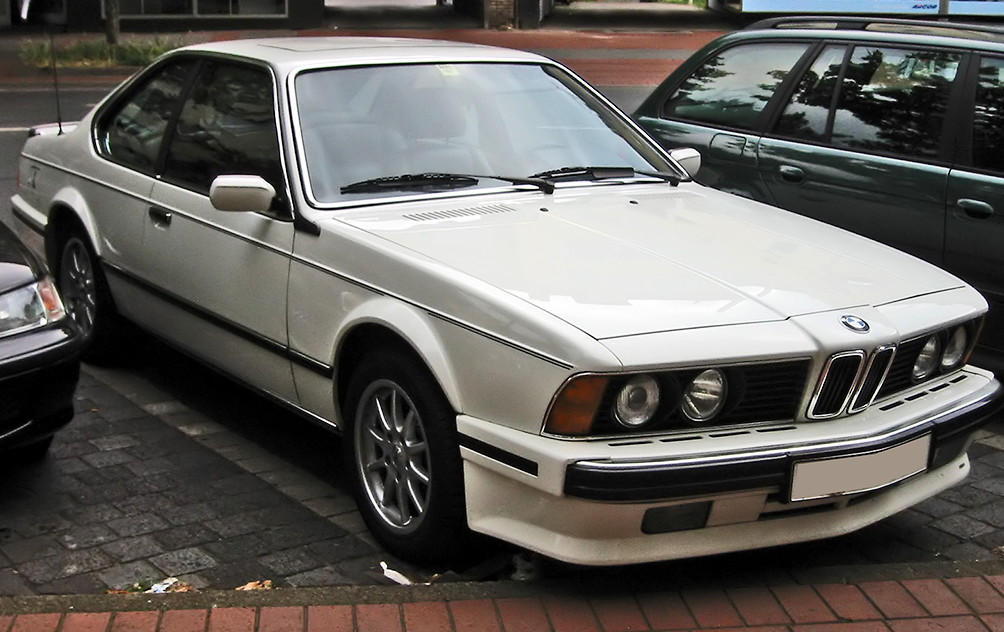
BMW Serie 6
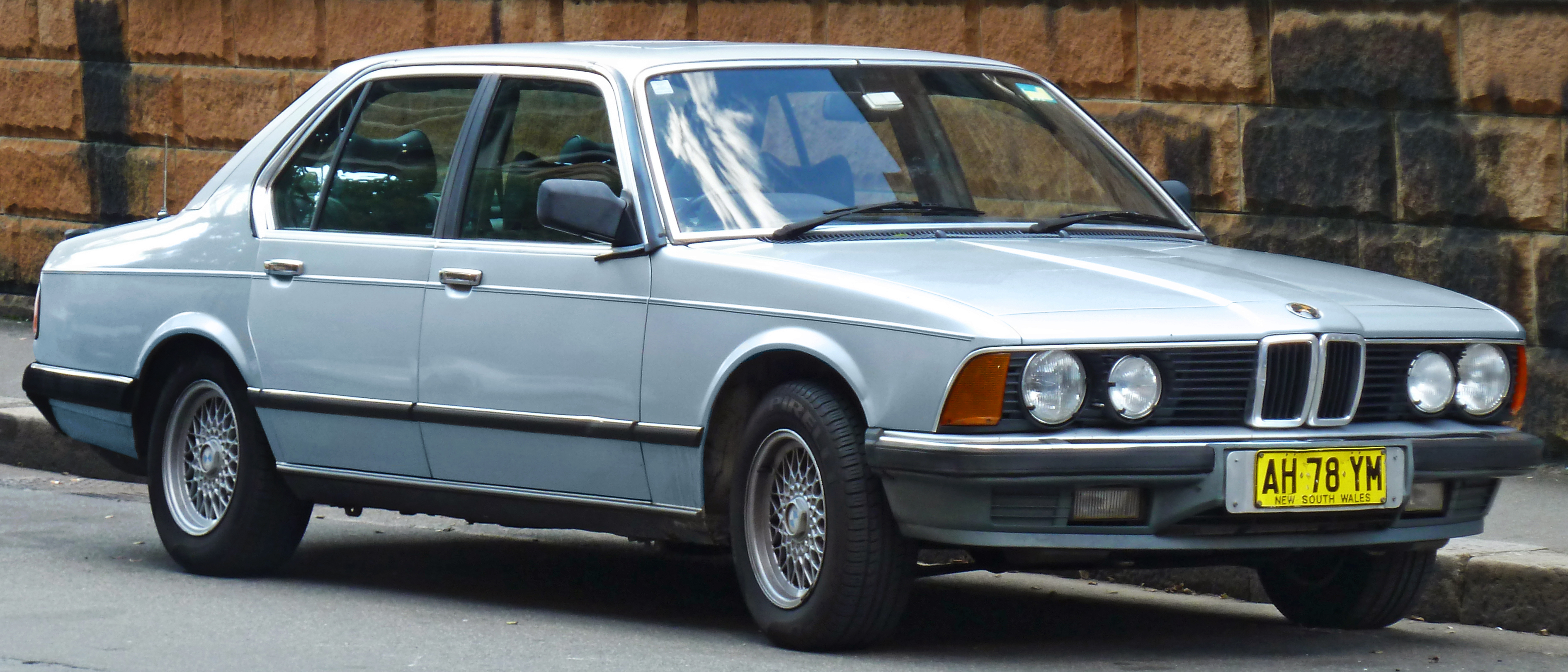
BMW Serie 7
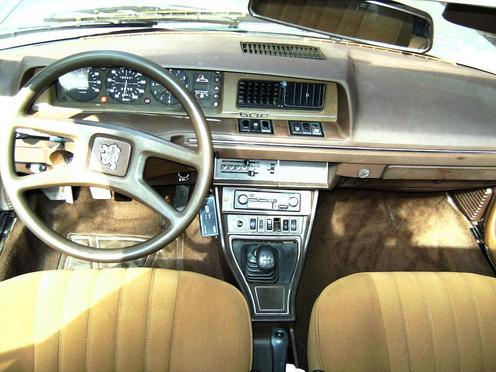
Tablero de un Peugeot 604
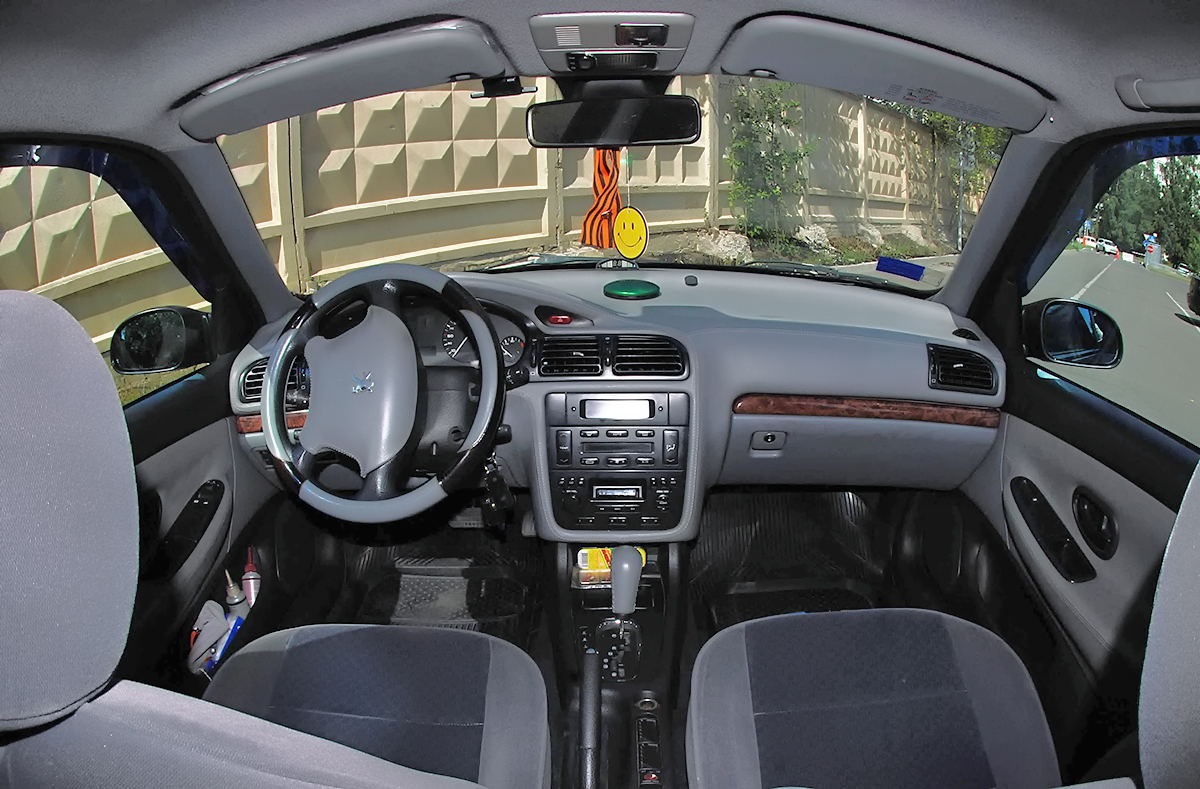
Tablero de un Peugeot 406
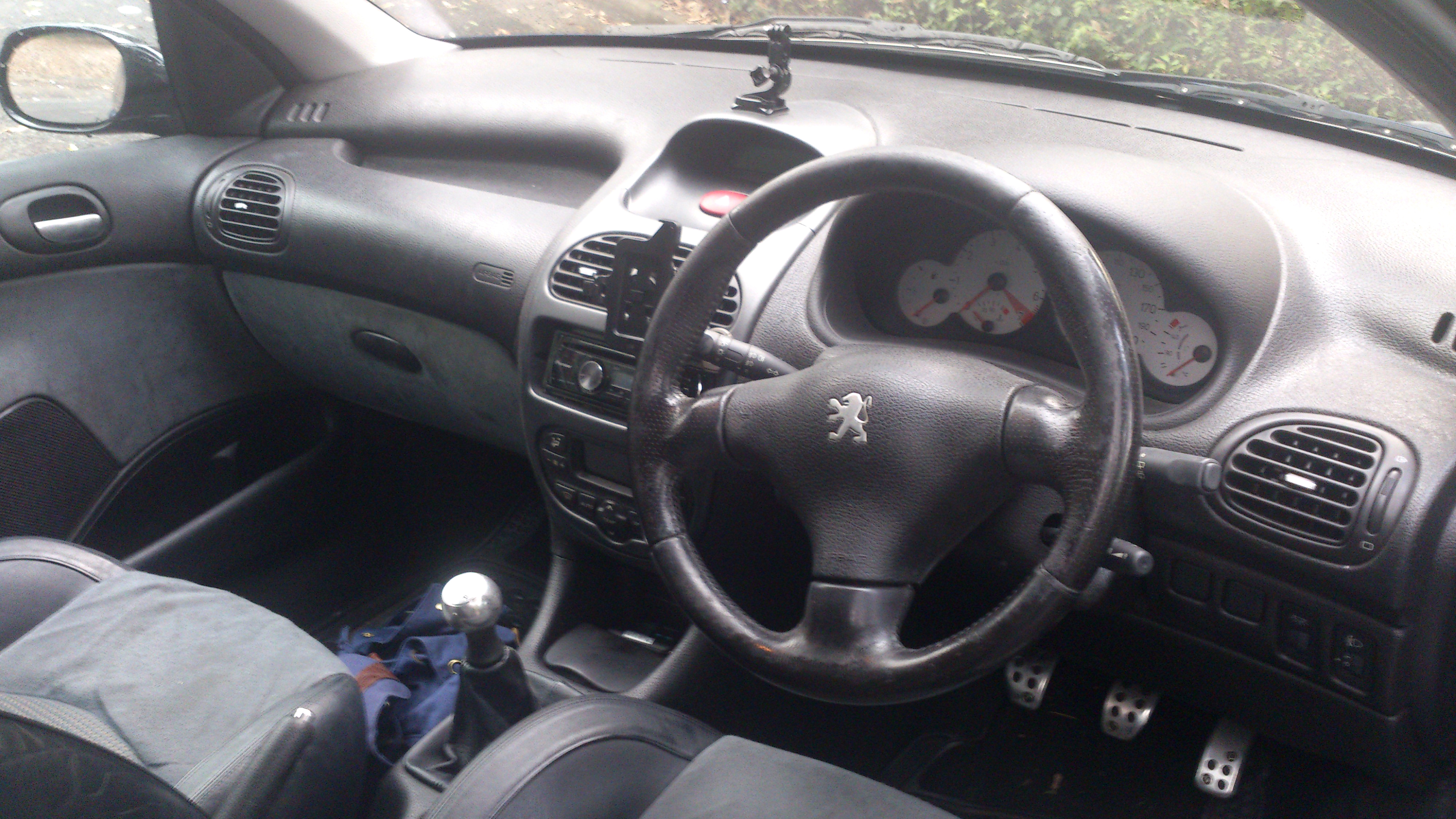
Tablero de un Peugeot 206